# الدوري المغربي لكرة القدم القسم الثاني
دوري الدرجة الثانية المغربي أو البطولة 2 هو الدرجة الثانية من الدوري المغربي لكرة القدم، ويتأهل الأول والثاني منه إلى البطولة الاحترافية المغربية والخامس عشر والسادس عشر يهبطان إلى القسم الأول هواة أي الدوري المغربي القسم الثالث حيث يضم الدوري 16 ناديًا.
تم إنشاؤه في 11 يونيو 1915 في المغرب خلال فترة الحماية الفرنسية من قبل الجامعة المغربية للأنشطة الرياضية، وقد سيره هذا الأخير حتى عام 1922 عندما أصبح تحت إشراف رابطة المغرب لكرة القدم.
 اتحاد طنجة والمغرب التطواني هما أنجح الأندية في المسابقة مع ست تتويجات لكل منهما. النادي المكناسي هو حامل اللقب.

## التاريخ
تم تنظيم البطولة الوطنية المغربية تحت إشراف ثلاث هيئات رياضية خلال فترة الحماية الفرنسية على المغرب، وهي: الاتحاد الرياضي الفرنسي من عام 1915 إلى 1917، الجامعة المغربية للأنشطة الرياضية من عام 1917 إلى 1921، ورابطة كرة القدم المغربية من عام 1921 إلى 1957.
كانت بطولة الدرجة الأولى، التي عُرفت حينها منذ تأسيسها في عام 1924، تُقام بالتزامن مع مسابقة الدرجة الشرفية المغربية. وتألفت من مجموعتين: الشمال والجنوب. وكانت الأندية التي تحتل المركزين الأول والثاني في كل من المنطقتين (رابطة الشاوية ورابطة السلطنة) تتأهل إلى الدور نصف النهائي، حيث يتم التنافس لتحديد بطل وحامل لقب الوصيف، مع مواجهة العقبات للوصول إلى القمة.

### خلال فترة الحماية الفرنسية على المغرب، التي امتدت من عام 1915 إلى 1956
تم إنشاء كأس الاستقلال في عام 1956، وهو عام استقلال المغرب، بهدف تصنيف الأندية إلى فئات مختلفة استعدادًا للموسم القادم من البطولة الوطنية الموحدة. تنافست أفضل الفرق في المسابقة التي لم تكن ضمن النخبة في مباريات فاصلة من أجل تعويض الأندية التي كانت تحت مظلة الحماية الفرنسية واستبدالها في الدرجة الأولى. 

## أنظر أيضًا
- البطولة الوطنية المغربية
- كأس العرش المغربي لكرة القدم

## وصلات خارجية
- صفحة البطولة الاحترافية 2 على موقع الجامعة الملكية المغربية لكرة القدم